# Sigurd Lidström
Sigurd Johannes Lidström, född 10 september 1896 i Karesuando församling, död 27 augusti 1988 i Umeå, var en svensk präst.
Lidström var son till folkskolläraren Valfrid Lidström och Johanna Mörtberg. Han blev student vid Lunds universitet 1917, teologie kandidat vid Uppsala universitet 1924, kontraktsadjunkt i Norrbottens norra kontrakt samma år, var vice pastor i Karl Gustavs församling, Tärendö församling och i Korpilombolo församling 1925–1927, var kyrkoherde i Tärendö församling 1927–1939 och i Vännäs församling 1939–1961. Lidström var även riddare av Nordstjärneorden.
Lidström var sedan 1928 gift med Nannie Sandberg, med vilken han hade två barn.